# 動態貨幣轉換
动态货币转换或持卡人首选币种（英語：Dynamic currency conversion， CPC）是一种金融服务，允许商户POS机或者自动柜员机等在处理通过VISA或万事达进行的外币交易时，直接将外币转换为支付卡的本币。
DCC服务允许商户、收单银行或者自动柜员机运营商在汇率的基础上收取额外费用，此项费用有时可以高达18%。如果DCC服务手续费低于发卡银行的货币转换费，那么DCC服务可以帮助持卡人在刷卡的当时就能看到转货币转换后的本币价格。但是在大多数情况下DCC服务的手续费都比发卡银行的货币转换费要高（某些机构甚至免收货币转换费），因此抵消了DCC服务的优势。
一般来说，DCC服务通常由第三方机构联合商户推出，和发卡银行并无太大关系。也就是说，发卡银行并不会让POS机上出现DCC服务的选项，但是两大卡组织所允许的DCC服务提供商依会据自身的业务流程提供该服务。
若不使用DCC服务，货币兑换是由卡组织或发卡银行在交易入账时进行的，入账日通常在交易发生后的一至两天，但是越来越多的发卡银行已经可以做到实时入账了。尽管卡组织和发卡银行会公布外汇牌价，但大多数情况下他们并不会在交易时就公布交易入账后的汇率。VISA和万事达两大卡组织都表示他们提供的汇率仅供参考，因为他们提供的时交易时的汇率，而非入账日的汇率。
若使用DCC服务，货币兑换是由商户或收单银行完成的，和发卡银行不同，DCC服务提供商必须根据发卡银行的要求披露转换时所用的汇率。DCC服务所用的汇率必须是基于银行同业大宗汇率，外加附加费用，VISA要求附加费用也必须向持卡人披露。即使交易币种已经通过DCC服务被转换为了支付卡的本币，但是发卡银行仍然可能因为交易发生在境外而向持卡人收取手续费。
這項服務的支持者認為， 通过DCC服务持卡人可以本幣幣別瞭解價格，這使得商務旅行者更容易紀錄他們的支出。他們還指出，持卡人對於包括轉換費用在內，是经过充分透明了解的，並可以作出明智的選擇是否使用DCC服务。
該服務的反對者認為，持卡人並不了解DCC服务，並認為所提供的匯率及費用加成，最終總計可能不利於客戶。商户或收單银行以財務利益考量，可能誘使他們在DCC服务不利於持卡人的情形下，仍然诱导或隱瞞持卡人使用DCC服務。
由于感到自身的核心利益受到威胁，VISA曾在2010年试图禁止DCC服务，澳大利亚联邦法院判决VISA此举是在通过反竞争行为来保护自身利益，罚款180万澳元。

## 歷史
動態貨幣轉換是在1996年創建的，並由一些公司進行商業化，其中包括Monex金融服務和FEXCO
。
在信用卡組織（VISA和萬事達）實施與DCC服务有關的規則之前，持卡人的交易被轉換時，無需披露交易被轉換后的本幣金额, 這一過程被稱為“後端辦公室DCC”（Back office DCC）。VISA和萬事達現在都禁止這種做法，並要求得使用DCC服务前须得到客戶知情并同意。但許多持卡人表示这项规则并没有得到普遍遵循。
VISA退单拒付原因代碼76明确涵盖了“持卡人未被明确告知交易会使用DCC服务”或“持卡人被拒绝使用商家当地的货币进行交易”。持卡人对此类交易有很大概率提出争议并成功得到受理，尤其是当交易未使用3D验证功能（例如的Verified by VISA或万事达Securecode）时。万事达的合规团队会调查此类交易争议然后通知收单机构他们的调查进展，如果可能的话，还会要求收单银行针对这类争议做出改进。
万事达对用户提出的有关DCC合规性的交易争议比较重视，如果持卡人无法自行选择是否使用DCC服务，那么持卡人的发卡银行有可能向持卡人退款并向收单银行发送相关代码拒付该款项。

## 工作原理
DCC服务只用当在商户在DCC服务提供商处进行注册后方可使用。
当持卡人准备使用支付卡进行交易时，DCC服务提供商的POS机会读取卡片的发卡行识别码（卡号首6位）来判断是否属于外国支付卡，之后交易将会转到DCC服务提供商处。
如果使用了DCC服务，POS机将显示转换为信用卡币种之后的金额，此外VISA和万事达还要求DCC服务提供商向持卡人公开汇率和手续费率，但并非所有的商户都履行这项义务，此外发卡银行也没有此项义务。上述流程之后，持卡人可以选择本次交易是使用交易地货币还是发卡行所在国货币来入账。
如果持卡人选择使用发卡行所在国货币进行支付，那么DCC服务提供商将以发卡行所在国货币从持卡人的账户中进行扣款，但是商户的账户里增加的却是交易地货币。正常情况下，商户每个月也要支付手续费给DCC服务提供商。
如果持卡人選擇以他的本國貨幣付款，交易會以加成計入服務商利潤的匯率，轉換到持卡人本國貨幣。匯率和利潤加成必須揭露給持卡人，方可被認可為合規的交易。通过DCC服务，汇率风险由DCC服务提供商承担，而DCC服务提供商则会通过对冲等手段来减小或转嫁此类风险。

### 实操案例
通过以下两张POS机签购单，我们可以看出用和不用DCC服务的区别，这两笔价格为6.90英镑的交易发生于几乎同一时间，区别是一笔使用了DCC服务，另一笔没有，支付卡使用的是VISA欧元卡。
不同选择导致的结果可以在POS机签购单中有所体现。使用了DCC服务（上图左边的签购单），价格变成了8.20欧元，英镑兑欧元的汇率为1.1882。根据DCC服务商的告知，持卡人使用的汇率为上浮2.95%后的汤森路透银行同业大宗汇率。不使用DCC服务（上图右边的签购单），汇率尚不确定，会随着英镑兑欧元汇率的波动而变化，但是从下图中的银行对账单可以看出，应该是8.04欧元。
在这个例子中，差价超过了2%，对然对于每个持卡人而言这个数字并不大，但假以时日，它可以为DCC服务提供商和商户带来巨大的收入。在这次交易中，若DCC服务，而是使用卡组织或发卡银行提供的汇率和手续费，英镑兑欧元的汇率为1.6522。

### 技术限制
商户的POS机只能读取支付卡的签发国家，但无法获知卡片实际所使用的货币，因此DCC服务提供商假设卡片的记账货币是和签发国货币是一致的，这会导致DCC服务在使用时出现错误。比如说一台欧元区的启用了DCC功能的POS机会对英国发行的具有欧元账户的支付卡启用DCC服务，在持卡人选择使用DCC服务后，DCC服务提供商会首先把欧元转换为英镑，然后再由发卡银行将英镑转换为欧元，这两步都有手续费。
接下来详细演示一下误用DCC服务的典型案例——在使用中国发行的美元单币种信用卡在境外交易中使用DCC服务。由于外汇管制，中国的银行发行了大量此类信用卡以供境外使用。在最坏的情形下，持卡人要通过三次货币兑换来完成交易：
1. 由DCC服务提供商将商户的本地货币转换为人民币（有手续费），但银行无法处理入账；
2. 由VISA或万事达将人民币转换为美元（有手续费，但有的时候银行不收取该费用）并由银行入账；
3. 持卡人在还款日前向银行购汇美元用于归还信用卡账单（部分银行可以自助购汇完成该步骤）。

根据报道，有些POS机允许商户在持卡人输完密码将机器还给商家后仍能更改交易金额，这种情况下的DCC服务是未经持卡人同意的，即使随后打印出的签购单显示已经获得了持卡人同意。

## 影響
DCC 使得商家可以從外幣結算的 Visa 或萬事達卡，支付交易時的匯率轉換中獲利，因此受到商家歡迎。
使用 DCC 時，信用卡收單機構和支付中介商也可以從交易過程的匯率轉換中獲利。 DCC 收入對於他們來說一直很重要，因為它可以轉嫁日漸增加中的跨國換匯費用。

### 優點
DCC 的主要優點是，對於國外交易來說， 消費者在交易請款結算之前，無法得知信用卡公司套用的匯率和最終成本。因此在交易紀錄出現在每月帳單之前，無法得知實際的匯率。
根據支持者的說法，對消費者的其他好處包括了:
- 以自身當地貨幣價值得知而了解價格的能力
- 對商務旅客來說，容易提示和紀錄支出的能力
- 歐盟法規 2560/2001 對於歐元現金提款的規範，可能使得歐元消費者在歐洲經濟區的非歐元區內提現較划算。對於瑞典信用卡的克朗或歐元交易來說，瑞典法規 SFS 2002:598 的影響也類似。一般來說，歐元區銀行對於外幣現金提款收取固定的手續費，本國貨幣的歐元現金提款則是免費的。因為這項歐盟法規，在歐洲經濟區的歐元現金提款免費。舉例來說，以歐元區的卡片在英國提現英鎊。有 DCC 時有兩種選擇: 以英鎊處理交易，銀行換匯的匯率較佳，但銀行也收取固定的外幣提現手續費；由 DCC 轉換貨幣以歐元處理交易，匯率較差且收取DCC加成，但對於銀行來說是歐元交易，因此不需支付提現手續費。對於小額提款來說，後者較為便宜。

對於一般接受信用卡的商家來說，DCC 提供了機會從中額外獲取無匯率風險的利潤。匯率風險由 DCC 營運商負擔。

### 缺點
DCC 主要的缺點是較差的匯率和額外附加的費用，使得最終在帳單上的總金額增加，而許多消費者對於這筆DCC額外增加的成本支出並不知情或不了解。
DCC 增加的外匯利潤空間取決於 DCC 營運商、收單機構、支付中介商和商家。這筆利潤是在消費者的發卡銀行或公司對於國外交易收取的手續費之外，再額外收取的。 在絕大多數案例中，消費者最終必須付出的總金額，比單純以外國貨幣交易要來得多。 但也不完全都是如此，因為發卡行在轉換外國貨幣到本地貨幣時，也會套用一個匯差區間。

### 總結
- 消費者應仔細比較發卡機構對於國外交易套用的匯率區間，和 DCC 終端設備所顯示宣告的基本匯率和區間。並從中選擇較有利的方式。
- 消費者可能發現他們被強迫適用 DCC，因為商家宣稱匯率轉換是端末設備自動進行的。事實上，消費者有權利選擇要不要使用 DCC。
- 如果消費者在簽名時沒有作出明確的選擇，之後進行消費爭議的過程可能會非常冗長，或是無法有正面結果。
- 消費者應該被明確提示，使用 DCC 與否的選擇權，完全是掌握在他們手上。否則則應該向收單機構客服舉報商家。

## DCC服務提供商
以下列出主要的DCC服務提供者:
- SINOPAY (SHENZHEN) （页面存档备份，存于） TECHNICAL SERVICES LIMITED[7]中國
- Alliex Co.,Ltd[8] : 韓國
- ConCardis[9] : 德國
- Euronet Worldwide[10] : 美國
- First Data[11] : 美國
- FEXCO Merchant Services[12] : 愛爾蘭
- Global Blue[13] : 瑞士
- Monex Financial Services [14] : 愛爾蘭
- Planet Payment[15] : 美國
- Premier Tax Free, 隸屬 Fintrax 集團[16] : 愛爾蘭
- Six Payment Services[17] : 瑞士
- Travelex[18] : 澳大利亞
- Worldline[19] : 美國

## 參照
1. ↑  . FEXCO.   [9 June 2014]. （原始内容存档于2014-12-05）.
2. ↑  Collinson, Patrick. . The Guardian (London). 12 July 2008  [1 May 2010]. （原始内容存档于2020-12-03）.
3. ↑  . FlyerTalk.   [31 December 2011]. （原始内容存档于2019-06-30）.
4. ↑  Yang, Maximilian, 'Dynamic Currency Conversion – ein grenzüberschreitendes verbraucherpolitisches Problem （页面存档备份，存于）' (Dynamic Currency Conversion – a cross-border consumer policy problem), [2015] BKR 407, 408 (in German), with further references.
5. ↑  Steele, Jason. .   [31 December 2011]. （原始内容存档于2012-11-09）.
6. ↑  . 9 March 2008. courant.com.   [31 December 2011]. （原始内容存档于2012-11-09）.
7. ↑  dong, fang.  . chinadaily. 2022-07-21 –chinadaily （查莫罗语）. |author=和|last=只需其一 (帮助)
8. ↑  .   [2017-08-26]. （原始内容存档于2020-11-30）.
9. ↑  .   [2017-08-26]. （原始内容存档于2018-10-27）.
10. ↑  .   [2022-03-15]. （原始内容存档于2020-10-25）.
11. ↑  .   [2017-08-26]. （原始内容存档于2020-10-20）.
12. ↑  .   [2017-08-26]. （原始内容存档于2021-01-26）.
13. ↑  .   [2016-06-22]. （原始内容存档于2021-01-19） （美国英语）.
14. ↑  .   [2017-08-26]. （原始内容存档于2018-11-24）.
15. ↑  .   [2017-08-26]. （原始内容存档于2018-11-22）.
16. ↑  .   [2017-08-26]. （原始内容存档于2021-02-17）.
17. ↑  .   [2017-08-26]. （原始内容存档于2021-02-20）.
18. ↑  .   [2017-08-26]. （原始内容存档于2021-02-11）.

## 外部連接
- Official Visa exchange rates （页面存档备份，存于）
- Washington Post Article about DCC （页面存档备份，存于）